# 島崎靖久
島﨑 靖久（しまざき やすひさ、1946年（昭和21年）2月19日 - ）は、日本の医師（医学博士）。山形大学医学部教授などを経て、千里金蘭大学学長。学校法人金蘭会学園理事長。日本胸部外科学会特別会員、日本呼吸器外科学会特別会員。大阪府出身。専門は胸部外科学、心臓血管外科学。

## 経歴
大阪府出身。大阪府立清水谷高等学校卒業、1970年（昭和45年）、大阪大学医学部医学科卒業。大学卒業後は大阪大学医学部の助手、アラバマ大学心臓外科学（フェロー、文部省在外研究員）を経て、大阪大学講師、助教授となる。
1995年（平成7年）7月から山形大学医学部外科学第2講座の第2代教授に就任。医学部附属病院の院長補佐、山形大学山形再生医療研究所の所長、社会保険紀南病院副院長、日本学術振興会科学研究費審査委員（2007年4月-2009年3月）などを歴任。
山形大教授時代の2001年（平成13年）1月には、急性大動脈解離発症の92歳の女性に大動脈の一部を人工血管に置き換える手術を行い、90歳を過ぎた高齢者の手術を国内外で初めて成功させた。
2012年（平成24年）4月、千里金蘭大学副学長（看護学部長兼）となり、2013年（平成25年）10月に学長に就任。2015年（平成27年）4月、学校法人金蘭会学園の理事長を兼務。

## 受賞
- 1982年 - 胸部外科学会 Evarts Ambrose Graham Memorial Traveling Fellowship[4]
- 1982年 - 白羽記念医学研究者育成基金

## 著書

### 共著
- Double-outlet right ventricle Current Science, Annual of cardiac surgery（1991年）
- 循環器研修医ノート（診断と治療社、1997年）
- 心臓血管外科（朝倉書店、2000年）